# Club Deportivo Zuzenak
El Club Deportivo Zuzenak (Vitoria, 1980) es una entidad sin ánimo de lucro situada en Vitoria, con el objetivo de conseguir una inclusión real de las personas con discapacidad a través de la práctica del deporte adaptado y el ejercicio físico.  

## Historia
En el año 1980 se creó el club de deporte adaptado Zuzenak como respuesta de un grupo de amigos con diversidad funcional, capitaneado por Julio Alberto Roca Llamas durante más de 40 años años (30 como presidente y 10 como jugador de tenis de mesa), y que tenían el objetivo de encontrar su sitio en la sociedad mediante el deporte, inicialmente por medio del baloncesto en silla. Tras más de 40 años, sus campañas de ejercicio físico adaptado llegaron a más de 500 personas en Vitoria.
En el año 2005 se creó la Fundación Zuzenak, para dar cabida a diferentes proyectos sociales encaminados a conseguir la inclusión de las personas con discapacidad en el territorio histórico de Álava y realizar campañas de ejercicio físico adaptado en los municipios de Llodio, Amurrio y Salvatierra.
Entre sus patrocinadores principales están la Fundación Vital, la Fundación Michelín, el ayuntamiento de Vitoria y la Diputación Foral de Álava, entre otros. 
En el año 2022 renovó su imagen corporativa: su color clásico granate cambió la tonalidad hacia una tonalidad magenta, ofreciendo una renovación de estilo que el club busca después de más de 40 años desde su creación.
En 2023 Julio Roca cedió el testigo de la presidencia del club a Roberto Ruiz de Apodaca.

### Disciplinas de deporte adaptado
Cuenta con más de 50 deportistas en 8 disciplinas de deporte adaptado.
Comenzaron con el tenis de mesa y posteriormente en 1983 crearon un equipo de baloncesto en silla de ruedas, de la mano del propio Julio Roca y Santiago de Pablos. El equipo de baloncesto en silla de ruedas debutó en División de Honor en 2016. La temporada 2022-23 estará en Primera División después de hacerlo durante cuatro temporadas consecutivas en División de Honor. Zuzenak renunció a estar en la máxima categoría ante la imposibilidad de mantener la filosofía y valores de la entidad en la conformación del primer equipo, con el requisito de que el 90% de sus integrantes sean jugadoras y jugadores de la cantera. Es el único equipo no profesional que compite en una liga profesionalizada. Entre sus entrenadoras, está Ana Aguiriano Casal, exjugadora de baloncesto que jugó en varios Juegos Paralímpicos.
En ciclismo adaptado de 1998 a 2022 contó con Amador Granados Alkorta, medalla de bronce en los Juegos Paralímpicos de Río de Janeiro 2016. Recientemente, con Guillermo Prieto, ciclista con discapacidad física, que compite en la modalidad de bicicleta (MC4). 
En parabadmintón, se han convertido en referentes, gracias a Roberto Galdos y Javier Fernández de Luko, con Dina Abouzeid Sariñena de entrenadora.
En motocross cuentan con Jon Idiakez, campeón de Euskadi de Motocross MX2 en varias ocasiones.
En tiro olímpico cuentan con Santiago Argote, uno de los mejores tiradores a nivel estatal, campeón en 2019 y 2021 de la Copa del Rey de tiro olímpico en la categoría SG.
En 2018 pusieron en marcha un equipo de rugby en silla de ruedas, una modalidad nacida en Canadá en 1977.
También en 2018 inauguraron la doma ecuestre como una nueva sección deportiva, e incorporó a Iker Beitia campeón de España de doma paraecuestre, en 2010, 2018 y 2021.
En 2021 incorporaron a la gallega Martina Flores a su club de atletismo, concretamente a la de lanzamiento de disco, en colaboración con el club La Blanca de Vitoria.
Por último, el club Zuzenak ofrece hacer curling, aunque todavía no existe una competición adaptada para jugar.

## Premios y reconocimientos
- 2019 Homenaje del Ayuntamiento de Vitoria a las personas y entidades promotoras del baloncesto alavés, entre las que se encontraban el CD. Zuzenak.[20]
- 2021 Premios GaituzSport por buenas prácticas inclusivas de competición.[21]